# Fabian Stenzel
Fabian Stenzel (* 7. Oktober 1986 in Lüneburg) ist ein ehemaliger deutscher Fußballspieler.

## Karriere
Stenzel durchlief die Nachwuchsmannschaften des Lüneburger SK und spielte dort von 2004 bis 2007 für die erste Mannschaft in der Niedersachsenliga. Zur Saison 2007/08 wechselte er zum FC Rot-Weiß Erfurt, mit dem er sich 2008 als Tabellensiebter für die neu gegründete 3. Fußball-Liga qualifizierte. Seit der Saison 2011/12 stand er beim Drittligisten Chemnitzer FC unter Vertrag. Mit seinem 234. Einsatz in der 3. Liga am 1. November 2015 war Stenzel der Spieler mit den bis dahin meisten Einsätzen in der Liga. Fabian Stenzel war auch der erste Spieler, der in der 3. Liga seinen 250. Einsatz feiern konnte. Im Mai 2017 gab der Chemnitzer FC die Trennung von Fabian Stenzel bekannt. Anschließend schloss sich Stenzel dem ZFC Meuselwitz in der Regionalliga Nordost an, für den er bis 2023 153 Regionalligaspiele bestritt. Nach einer Saison bei der SG Rabenstein in der Sachsenliga beendete er im Sommer 2024 seine Fußballerlaufbahn.